# John Mair
John Mair (in latino noto anche come Joannes Majoris e Haddingtonus Scoto) (Gleghornie, 1467 – Saint Andrews, 1º maggio 1550) è stato un filosofo scozzese, molto apprezzato ai suoi tempi e con un'influenza riconosciuta su molti grandi pensatori del tempo.

## Biografia
Fu un insegnante molto noto e le sue opere ebbero ampia diffusione in tutta Europa. Fra i suoi studenti a Parigi, vi erano Giovanni Calvino, John Knox e Ignazio di Loyola. Successivamente vi furono Francisco de Vitoria e Hector Boece.
Il suo "conservatorismo sano", e il suo approccio scettico e logico per lo studio dei testi, come Aristotele o la Bibbia, erano meno apprezzati nell'epoca di un Umanesimo in cui prevaleva un approccio più impegnato e linguistico-letterario.
La sua influenza nella logica (in particolare l'analisi dei termini), scienza (Impeto e infinitesimi), politica (mettendo il popolo al di sopra dei re), Chiesa (Consigli al di sopra dei Papi), e il diritto internazionale (che stabilisce i diritti umani dei "selvaggi" conquistati dagli spagnoli) possono essere rintracciati attraverso i secoli e sembrano decisamente moderni, ed è solo in epoca moderna che non viene abitualmente respinta in quanto di uno scolastico. Il suo stile latino denso e chiaro, ma non elegante, è di facile comprensione; difatti egli pensava che "è più importante capire bene, e chiaramente per stabilire la verità di ogni questione piuttosto che usare un linguaggio eloquente". Tuttavia, è proprio grazie ai suoi scritti, comprensivi di dediche, a cui dobbiamo molto della nostra conoscenza dei fatti della vita quotidiana di Mair (per esempio siamo a conoscenza della sua "bassa statura").
Era un uomo estremamente curioso e attentissimo, e ha usato la sua esperienza - i terremoti a Paisley, il tuono a Glasgow, le tempeste in mare, il mangiare biscotti d'avena, nel nord dell'Inghilterra - per illustrare le parti più astratte dei suoi scritti logici.
Fu professore a Parigi (College de Montaigu e Sorbona, Università di St. Andrews e fu Principal delUniversità di Glasgow. Aveva nostalgia di Parigi - "Quando ero in Scozia, ho spesso pensato a quanto avrei voluto tornare a Parigi e dare lezioni come ho fatto in passato e ascoltare le dispute". Morì nel 1550 (forse il 1º maggio).

## Pubblicazioni
- Lezioni di logica  - Lione 1516
- Reportata Parisiensia da Duns Scoto co-curata da Mair - Parigi 1517-1518
- Commento alle Sentenze di Pietro Lombardo (In Libros Sententiarum primum et secundum Commentarium) - Parigi 1519
- Storia della Grande Bretagna (Majoris Historia Britanniae, tam quam Angliae Scotiae) - Parigi 1521
- De Gestis Scotorum - Parigi 1521
- Commento sugli scritti di fisica ed etica di Aristotele - Parigi 1526
- Quaestiones Logicales - Parigi 1528
- Commento ai quattro Vangeli - Parigi 1528
- Disputationes de Potestate Papae et Concilii - (Parigi)
- Commento su Etica Nicomachea di Aristotele (il suo ultimo libro)

## Fonti e approfondimenti
- Alexander Broadie, A The Circle of John Mair: Logic and Logicians in Pre-Reformation Scotland, Oxford 1985
- Alexander Broadie, A The Tradition of Scottish Philosophy, Edinburgh, Polygon, 1990 ISBN 0-7486-6029-1
- Alexander Broadie, "John Mair," in The Dictionary of Literary Biography, Volume 281: British Rhetoricians and Logicians, 1500-1660, Second Series, Detroit: Gale, 2003, pp. 178–187.
- James H. Burns, "New light on John Mair", in Innes Review, Vol IV, Edinburgh 1954
- John Durkan, "John Major: After 400 Years", Innes Review, vol. 1, 1950, pp. 131–139.
- John Mair,  A history of Greater Britain, as well England as Scotland; translated from the original Latin and edited with notes by Archibald Constable, to which is prefixed a life of the author by Aeneas J.G. Mackay. Edinburgh University Press for the Scottish History Society, (1892).
- Augustin Renaudet, Préréforme et Humanisme … Paris pendant les premières guerres d'Italie (1494 -1516), Bibliothèque del l'Institut Francais de Florence (Université de Grenoble, 1st series Volume VI), Edouard Champion, Paris 1916
- Hugh Thomas, Rivers of Gold: the rise of the Spanish Empire, Londra, Weidenfeld and Nicolson, 2003 ISBN 0-297-64563-3
- John Venn, J. & John Archibald Venn, Alumni Cantabrigienses, Cambridge University Press, 10 vols, 1922-1958 (voce "Major, John")